# ヘビィ・D!
ヘビィ・D! (Heavy D!) は、SNKの対戦型格闘ゲーム『ザ・キング・オブ・ファイターズ』シリーズに登場する架空の人物。

## キャラクター設定
黒人のボクサー。ボクシングの試合中に対戦相手を殺してしまい、試合を組んでもらえなくなった。それが元でボクシング界に嫌気がさしていたときに『ザ・キング・オブ・ファイターズ』（以下『KOF』と表記）の招待状が届いた。彼は親友のラッキー・グローバー、そしてフットボールのテレビ中継で見初めたブライアン・バトラーの2人を誘い、3人で「アメリカンスポーツチーム」を結成して『KOF'94』大会（以下『'94』と表記）に出場する。初登場となる『'94』のエンディングでは、戦いの中でしか生きることができない自分がいることに気付き、ラッキーと一緒にストリートファイトに身を投じることを決める。
褐色の肌に2mを超える長身と鍛え上げられた肉体をしていて、モヒカン刈りの頭で髭を生やしている。背中にはアメリカの国鳥である白頭鷲のタトゥーが彫られており、これは勝利ポーズで見せる。
必殺技の「ブラストアッパー」や勝利台詞の「器を知れ!」を初め、ゲーム中の声が聞き取りづらく、しばしば空耳の材料にされやすい。勝利台詞については、開発スタッフの間でも「『調子ええ!』『いらっしゃい!』と言っている」という具合に様々な説が飛び交っていたという。「ヘビィ・D!」という名前の元ネタはアメリカに実在するラップ・グループ（ヘヴィ・D&ザ・ボーイズ）とそのリーダー（ヘヴィ・D）の名前だが、「そのままではヤバいので、名前の後ろに『!』を付けた」とのこと。飼っているネコ「プー」の名前は、ヘビィ・D!の担当デザイナーの実際の飼い猫の名前から拝借したものであるという。
『'94』から4年の時を経て、『KOF'98』（以下『'98』と表記）への登場を果たした。同作での登場キャラクターへの質問の1つである「誰と組みたいか」では「ラッキーとブライアンの2人以外は考えられない」としている。そのため、この2人との同作に設定されているキャラクター同士の相性は良好である。他のチームのキャラクター同士の相性については、鎮元斎との相性が良いほか、マチュア、バイス、おやじチームのメンバー（ハイデルン、タクマ・サカザキ、草薙柴舟）とも相性が良く、彼らに対しても援護攻撃を行う。
プレイヤーキャラクターとしての出場作品は『'94』と『'98』（後述の『'98UM』を含む）のみだが、『KOF2000』のPlayStation 2版の追加マニアックストライカーとしても登場する。『KOF'95』では、女性格闘家チームのステージ背景に登場しており、ダック・キング、藤堂竜白とともに試合を観戦している。なお、ダックと竜白の2人は『'98』でのアメリカンスポーツチームのCPU戦専用ステージであるアメリカ埠頭ステージでも試合観戦している。また、ラッキー共々『SNK VS. CAPCOM SVC CHAOS』の暴走庵エンディングにも登場する。
当時の格闘ゲームのボクサーキャラはカッコ悪く頭が悪そうな奴しかいなかったので、カッコ良いボクサーというコンセプトの元から生まれたとスタッフは語っている。

## ゲーム上の特徴
ボクサーであるヘビィ・D!は蹴り技を一切使用しないが、攻撃の動作は速く隙も少ない。低い高度のジャンプ、すばやいフットワーク、高速の突進技を持ち、相手の懐に一瞬で飛び込むことが容易。身体は大柄だがパンチ技しか持たないため、攻撃のリーチは短いものが多い。接近戦に持ち込んで連続技を決める戦法を得意とする。一方で必殺技については技後の隙が大きい傾向があり、使いどころを誤ると手痛い反撃を被りやすい。
『'98』では、通常技やバックステップを初め、全体的に機動力が増している。そして必殺技の性能を上げる「シャドー」が追加され、超必殺技「D・クレイジー」が弱攻撃からつながるほど発生が速くなり、総合的には大幅な能力向上を果たした。
『'98』のリメイク版『KOF'98 アルティメットマッチ』（以下『'98UM』と表記）では「シャドー」後の必殺技の性能向上が強化されるなど、さらに全体的にパワーアップしている。

## 技の解説

### 通常技
ザ・キング・オブ・ファイターズ'94
| 操作           | 立ち（近距離）           | 立ち（遠距離）           | しゃがみ               | 垂直ジャンプ                     | 前方ジャンプ                     | 後方ジャンプ                     |
| -------------- | ------------------------ | ------------------------ | ---------------------- | -------------------------------- | -------------------------------- | -------------------------------- |
| 弱パンチ       | ジャックフック           | マッハジャブ             | センシティブナックル   | キングオブナックル（弱）         | キングオブナックル（弱）         | キングオブナックル（弱）         |
| 強パンチ       | ナックルシューター       | カウンターストレート     | スピーディングナッパー | キングオブナックル（強）         | キングオブナックル（強）         | キングオブナックル（強）         |
| 弱キック       | ブレイキングブロー       | マッハジャブ             | センシティブナックル   | ジャンピングバックナックル（弱） | ジャンピングバックナックル（弱） | ジャンピングバックナックル（弱） |
| 強キック       | ダブルカウンター         | スクリームナッパー       | フットクラッシュ       | ジャンピングバックナックル（強） | ジャンピングバックナックル（強） | ジャンピングバックナックル（強） |
| 攻撃避け       | キングオブスウェー       | キングオブスウェー       | -                      | -                                | -                                | -                                |
| スルーアタック | ロッククラッシュアッパー | ロッククラッシュアッパー | -                      | -                                | -                                | -                                |
| ふっ飛ばし攻撃 | ハイスピードアッパー     | ハイスピードアッパー     |                        | ジャンピングバックナックル（強） | ジャンピングバックナックル（強） | ジャンピングバックナックル（強） |

### 通常投げ
ストマックバスター
相手の腹部に拳を何度も叩き込んだ後に殴り飛ばす掴み技。『'98』にもある。
リバースストマックバスター
『'98』にて追加された強キックボタンでの掴み技。相手の腹部に何度も拳を叩き込んだ後に反対側の地面に振り落とす。

### 特殊技
ダンシングビート
接近状態でコマンドを入力すると発動する、投げ技タイプの打撃攻撃。接近した相手に4発の拳打を叩き込んで殴り飛ばす。「投げ技」ではないため、ガードで防がれる。
ヘッドクラッシュ
前方へ一歩踏み込んで斜め下へ拳を突き出す。しゃがみガード不可。
ロッククラッシュ
『'98』にて追加された特殊技で、斜め下へ拳を突き出す。攻撃のリーチは『'94』での「ヘッドクラッシュ」よりも短いが、動作の隙も小さい。しゃがみガード不可。通常技をキャンセルして出すとしゃがみガード可能になるが、弱攻撃からつながるほど発生が速く、ここから必殺技によるキャンセルも可能。

### 必殺技
R・S・D（ローリング・スパイラル・ドライバー）
一瞬だけ片腕を振り上げてから前方へ滑るように突進しつつ、渦状のオーラを纏うコークスクリュー・ブローを繰り出す。ヒット効果はのけぞり。
『'94』での弱強の違いは攻撃前後の隙と突進距離で、強は弱よりも突進距離が増加する分、技の隙も増加する。弱強ともにヒット数・削り回数が4に固定されている。
『'98』では、突進中は足元が無敵状態になる。ヒット数は、弱は1で、強は3。弱強ともに強攻撃から連続でつながるが、密着状態で当てると反撃を受けやすくなるほどの隙ができる。後述の「シャドー」使用後は、突進後に逆の拳で2発目を繰り出すようになり、ヒット数は合計でそれぞれ弱が3、強が5に増え、強のみヒット効果が錐揉み回転しながらの吹き飛びダウンになる。
『'98UM』ではヒット数などはそのままに、いずれもヒットでダウンさせるようになった。
ブラストアッパー
地面を抉るような大振りのアッパーカットを決めると同時に地面から衝撃波を噴き上げさせる。小型の飛び道具をかき消すことができる（「覇王翔吼拳」「カイザーウェーブ」のような大型の飛び道具に対しては無効）。ヒット効果はのけぞり。弱強の違いは攻撃後の硬直時間で、弱よりも強の方が長い。
『'98』では、弱は発生が速く、密着状態で出せば弱攻撃をキャンセルして出しても連続でつながる。強は一歩踏み込んで攻撃し、弱よりも発生が遅く、隙も大きくなる。ヒット効果は吹き飛びダウン。「シャドー」使用後は、逆のアッパーで2発目を放つ。
ソウルフラワー
片腕を天高く掲げてから、拳を地面に打ち付けると同時に、自分の体の周りに衝撃波を発生させる。攻撃判定が出るまでは上半身が無敵状態であり、衝撃波で飛び道具をかき消すことができる（かき消すことが可能な飛び道具は「ブラストアッパー」と同じ）。
『'98』では、衝撃波は全身に黄色のオーラを纏うが、無敵時間が短縮された。また、威力も低下している。「シャドー」使用後は衝撃波が2回発生する。
『'98UM』では無敵時間が延長され、「シャドー」使用でヒット後に吹き飛んだ相手に空中追撃できるなど大幅に強化されている。
シャドー
『'98』にて追加された。拳打によるすばやい素振りを出し、この後に出す各必殺技の性能を上昇させる技。この効果は、必殺技、超必殺技、「ロッククラッシュ」のいずれかを出すか、相手の攻撃を食らうと無効化される。
通常は攻撃判定は無く、この技を入力してから再びこの技を入力すると、拳打に攻撃判定が付くようになる。最後の攻撃が当たると相手は吹き飛びダウンする。
ダッキングコンビネーション
『'98』にて追加された。ボクシングにおける防御動作「ダッキング」からレバーブローを繰り出す。その際に追加コマンドを入力することで、しゃがみガード不能の打ち下ろしフック（弱）か、立ちガード不能の足払い（強）に派生する。ダッキング中は無敵状態で、強の方が移動距離は長いが、攻撃の発生は弱よりも遅い。追加入力の攻撃は、足払いのみが連続ヒットする。
「シャドー」使用後は追加入力しなければ、レバーブローの後に2ヒットするアッパー、追加入力した場合、弱はフックの後に「R・S・D」、強は足払いの後に「ブラストアッパー」を追加して相手を吹き飛ばす。
ダンシングビート
『'98』にて追加された。元々は『'94』での近接距離での特殊連続攻撃が、コマンド打撃投げに昇格したもの。炎のさだめのクリスの「ししをかむほのお」と同じく、1段目をガードさせると強制的にガードクラッシュに陥らせてから残りの攻撃が当たる。近距離での通常技（弱強問わず）をキャンセルして出せば連続でつながる。なお、この技は打撃投げであるため、技を出せる有効間合いにいても、決めることができない状態の相手に対してコマンドを入力してもボタンに対応した通常技が暴発するのみ。
「シャドー」使用後にこの技を決めると、ヒット数と威力の増加に加えて、相手を垂直に高く浮かせる。浮いた相手には様々な技で追撃することが可能。

### 超必殺技
D・クレイジー
その場で腕を振り上げて構えてから、前方へ踏み込みつつ6発（『'98』では7発）の拳打を叩き込んで殴り飛ばす。最初に腕を振り上げている時は全身無敵状態。『'94』では、攻撃が1発入るごとに得点が2500点入り、この技を1度決めれば、最大で計15000点入る。
なお、『'94』で超必殺技を入力するには体力ゲージが点滅するか、パワーゲージが満タンの状態でコマンドを入力すれば出すことができるが、ヘビィ・D!の場合、パワーゲージが満タンの状態でこの技を入力し、6発目のアッパーカットが出る前に相手の攻撃を受けるか、相打ちになって技が中断された場合、パワーゲージが消費されることはない。
『'98』では発生が速くなり、弱とMAX版は弱攻撃をキャンセルして出しても連続でつながる。MAX版は突進パンチの後「シャドー」、「ダンシングビート」、「ダッキングコンビネーション」、「R・S・D」の「シャドー」使用後をそれぞれ順に繰り出していくような形になる。
D・マグナム
『'98』にて追加された。気を込めた片腕を上にかざしてから前方へ大きく踏み込み、巨大な衝撃波を放出する。ボタンを押し続けることで衝撃波の発射を遅らせることができる。衝撃波の攻撃判定は、お互いに画面端まで離れていても届くほど大きいが、ヘビィ・D!の腕の部分に食らい判定があり、相手の攻撃に一方的に潰されることもままある。
MAX版は衝撃波に渦状のオーラを纏う。ヘビィ・D!の引いた腕の肘から肩あたりにも攻撃判定が付くようになり、「シャドー」を入力してからパワーMAX中に「ダンシングビート」を決めて相手が垂直に浮いたところにこの技で追撃することが可能で、その際は相手の体力を半分以上奪うほどの威力を見せる。
D・シャドー
『'98UM』で追加された。「シャドー」と同様に素振りを行って、一定時間全ての必殺技を「シャドー」使用後の性能にする（相手の攻撃を食らっても無効化されない）。MAX版は効果時間が伸びるのみ。

## 担当声優
- 西村寿一（各種ゲーム作品）
- 中務貴幸（3DCGアニメ『THE KING OF FIGHTERS:DESTINY』、アプリ『THE KING OF FIGHTERS ALLSTAR』）

## 関連人物
- ラッキー・グローバー - 親友、『'94』『'98』『'98UM』のチームメイト
- ブライアン・バトラー - 友人、『'94』『'98』『'98UM』のチームメイト
- クリス - 自分の『'97』の招待状を奪ったとされる人物